# Ирис японский
И́рис япо́нский (лат. Iris japonica) — вид многолетних травянистых растений рода Ирис (Iris) семейства Ирисовые (Iridaceae).

## Ботаническое описание
Корневищное многолетнее растение. Корневища толстые, прямостоячие, ползучие. Листья мечевидной формы, 25—60 см длиной и 1,5—3 см шириной, без центральной жилки, тёмно-зелёного или жёлто-зелёного цвета, с одной блестящей и одной матовой поверхностью, в основании красно-коричневые.
Цветки располагаются по 2—4 на прямостоячих стрелках, светло-голубого цвета, 4,5—5,5 см в диаметре. Трубка околоцветника 1,1—1,5 см длиной. Внешние доли околоцветника обратнояйцевидной или эллиптической формы, зубчатые, 2,5—3×1,4—2 см. Внутренние доли эллиптической или узко-фйцевидной формы, 2,8—3×1,5—2,1 см, с волнистым зубчатым краем. Цветоножки жёсткие, до 2,5 см длиной. Тычинки с белыми пыльниками, до 1,2 см длиной. Завязи 7—10 мм в диаметре.
Плод — эллиптическая или цилиндрческая коробочка 2,5—3×1,2—1,5 см. Семена тёмно-коричневого цвета, с небольшим присемянником.

## Распространение
Ирис японский произрастает на болотах и лесных опушках в Китае, Японии и Мьянме, на высоте до 3400 м над уровнем моря.

## Таксономия
Вид Ирис японский входит в род Ирис (Iris) семейства Ирисовых (Iridaceae) порядка Спаржецветных (Asparagales).
|  |                                      |  |                                                             |                                                             |                    |  | ещё 24 семейства (согласно Системе APG II), в том числе Маковые | ещё 24 семейства (согласно Системе APG II), в том числе Маковые |                    |  |  |  | ещё около 180 видов |
|  |                                      |  |                                                             |                                                             |                    |  | ещё 24 семейства (согласно Системе APG II), в том числе Маковые | ещё 24 семейства (согласно Системе APG II), в том числе Маковые |                    |  |  |  | ещё около 180 видов |
|  |                                      |  |                                                             | порядок Спаржецветные                                       |                    |  |                                                                 |                                                                 | род Ирис           |  |  |  |                     |
|  |                                      |  |                                                             | порядок Спаржецветные                                       |                    |  |                                                                 |                                                                 | род Ирис           |  |  |  |                     |
|  | отдел Цветковые, или Покрытосеменные |  |                                                             |                                                             | семейство Ирисовые |  |                                                                 |                                                                 | вид Ирис японский  |  |  |  |                     |
|  | отдел Цветковые, или Покрытосеменные |  |                                                             |                                                             | семейство Ирисовые |  |                                                                 |                                                                 |                    |  |  |  |                     |
|  |                                      |  | ещё 44 порядка цветковых растений (согласно Системе APG II) | ещё 44 порядка цветковых растений (согласно Системе APG II) |                    |  |                                                                 | ещё около 75 родов                                              | ещё около 75 родов |  |  |  |                     |
|  |                                      |  |                                                             | ещё 44 порядка цветковых растений (согласно Системе APG II) |                    |  |                                                                 |                                                                 | ещё около 75 родов |  |  |  |                     |

### Синонимы
- Iris chinensis Curtis, 1797
- Iris fimbriata Vent.